# Agésilas (Corneille)
Agésilas és una tragèdia de Pierre Corneille, inspirada de la Grècia clàssica. Va ser representada a l'Hôtel de Bourgogne, el mes d'abril de 1666.

## Personatges
- Agésilas, rei d'Esparta
- Lysander, famós capità d'Esparta
- Cotys, rei de Paflagònia
- Spitridate, gran senyor persa
- Mandane, germana de Spitridate
- Elpinice, filla de Lysander
- Aglatide, filla de Lysander
- Xénoclès, lloctinent d'Agésilas
- Cléon, orator grec, natiu d'Halicarnàs